# Trzej studenci
Trzej studenci (ang. The Adventure of the Three Students) – opowiadanie Arthura Conana Doyle’a o przygodach detektywa Sherlocka Holmesa, po raz pierwszy opublikowane w czasopiśmie The Strand Magazine (czerwiec 1904) z rysunkami Sidneya Pageta, następnie w Collier’s Weekly w USA (wrzesień 1904) z rysunkami Frederica Dorr Steele, później w książce Powrót Sherlocka Holmesa w marcu 1905.
Podczas pobytu w jednym z miast uniwersyteckich (doktor Watson pomija nazwę) Sherlock Holmes proszony jest o wyjaśnienie, kto kopiował materiały egzaminacyjne w pokoju wykładowcy 
starożytnej greki. Egzamin ma być nazajutrz, zwycięzcy przysługuje stypendium. Profesor Soames woli rozwiązać sprawę bez wzywania policji. Podejrzanych jest trzech: prymus Gilchrist, pracowity lecz mający słabe wyniki Ras i zdolny choć pozbawiony dyscypliny McLaren. Profesor sugeruje, że sprawcą mógłby być ostatni z wymienionych. 
Dla detektywa sprawa jest prosta; wyjaśnia, że o rozwiązaniu decyduje wzrost delikwenta i jego sportowe zamiłowania. Wskazany przez Holmesa student wezwany na konfrontację przyznaje się od razu, dręczony wyrzutami sumienia przygotował był już rezygnację ze studiów.
Prawdziwą zagadką dla Holmesa pozostaje czemu znany z uczciwości służący profesora chronił winowajcę.
W 1978 na podstawie opowiadania powstało słuchowisko.